# Mariah Jambi
Mariah Jambi is een bestuurslaag in het regentschap Simalungun van de provincie Noord-Sumatra, Indonesië. Mariah Jambi telt 2366 inwoners (volkstelling 2010).